# Чемпионат Эритреи по футболу
Чемпиона́т Эритре́и по футбо́лу, официально Эритре́йская Премье́р-ли́га, сокр. ЭПЛ — высшая, и по некоторым данным[каким?] единственная национальная футбольная лига в Эритрее. Была основана в 1994 году, через почти год после обретения независимости Эритреей от Эфиопии. Фактически, начала проводиться с 1995 года. До этого, футбольные клубы базирующиеся на территории Эритреи участвовали в Эфиопской Премьер-лиге, так как Эритрея являлась частью Эфиопии. Находится под контролем Эритрейской национальной футбольной федерацией (ЭНФФ).
Во времена вхождения Эритреи в состав Эфиопии, клубам из Эритреи несколько раз удавалось стать чемпионами и призёрами Эфиопской Премьер-лиги. Так, в 1974 году чемпионом стала «Эмбассория», в 1972 и 1973 годах подряд чемпионом Эфиопии становилась «Асмэра», а в сезонах 1969 и 1970 годов чемпионом стал клуб «Теле» из Асмэры. Также клубы из эритрейской территории становились чемпионами Эфиопии в 1959 («Теле»), 1958 («Акале Гузай»), 1957 и 1955 («Хамассиен») годах.
Эритрея является одной из наименее развитых стран Африки не только в экономическом, но и в футбольном отношении. Поэтому, национальная сборная Эритреи является одной из слабейших сборных мира, и находится в самых последних строчках рейтинга ФИФА. Соответственно, эритрейский национальный футбольный чемпионат — Эритрейская Премьер-лига одна из наименее престижных национальных чемпионатов стран Африки. Например, после сезона 2014 года, нет достоверной информации о проведении последующих сезонов (2015, 2016, 2017 и 2018) эритрейской Премьер-лиги, и видимо[уточнить], они не проводились. На официальном сайте ФИФА, также нет никакой информации об этой лиге последние несколько лет. Однако в 2019 году соревнования возобновились.
Национальным кубковым турниром Эритреи является Кубок Эритреи. Достоверных и полных данных об этом турнире нет.
В последние годы, эритрейские клубы не участвуют ни в Лиге чемпионов КАФ, ни в Кубке конфедерации КАФ. Хотя в 1990-е годы и до середины 2000-х годов, клубы из Эритреи периодически участвовали в этих турнирах, хотя особых успехов они не добились, останавливаясь уже на стадии отборочных раундов.

## Все победители
| Год  | Чемпион                                      |
| ---- | -------------------------------------------- |
| 1994 | Нет данных, видимо[уточнить], не проводился. |
| 1995 | Рэд Си (Асмэра)                              |
| 1996 | Адулис (Асмэра)                              |
| 1997 | Аль-Тахрир (Асмэра)                          |
| 1998 | Рэд Си (Асмэра)                              |
| 1999 | Рэд Си (Асмэра)                              |
| 2000 | Рэд Си (Асмэра)                              |
| 2001 | Хинтса (Асмэра)                              |
| 2002 | Рэд Си (Асмэра)                              |
| 2003 | Ансеба (Керен)                               |
| 2004 | Адулис (Асмэра)                              |
| 2005 | Рэд Си (Асмэра)                              |
| 2006 | Адулис (Асмэра)                              |
| 2007 | Аль-Тахрир (Асмэра)                          |
| 2008 | Асмара Брэвери (Асмэра)                      |
| 2009 | Рэд Си (Асмэра)                              |
| 2010 | Рэд Си (Асмэра)                              |
| 2011 | Рэд Си (Асмэра)                              |
| 2012 | Рэд Си (Асмэра)                              |
| 2013 | Рэд Си (Асмэра)                              |
| 2014 | Рэд Си (Асмэра)                              |
| 2015 | Нет данных, видимо, не проводился.           |
| 2016 | Нет данных, видимо, не проводился.           |
| 2017 | Нет данных, видимо, не проводился.           |
| 2018 | Нет данных, видимо, не проводился.           |
| 2019 | Рэд Си (Асмэра)                              |

## Победы по клубам
| Клуб           | Город  | Чемпионства | Последний раз |
| -------------- | ------ | ----------- | ------------- |
| Рэд Си         | Асмэра | 13          | 2019          |
| Адулис         | Асмэра | 3           | 2006          |
| Аль-Тахрир     | Асмэра | 2           | 2007          |
| Ансеба         | Кэрэн  | 1           | 2003          |
| Хинтса         | Асмэра | 1           | 2001          |
| Asmara Brewery | Асмэра | 1           | 2008          |